# Cantueso (licor)

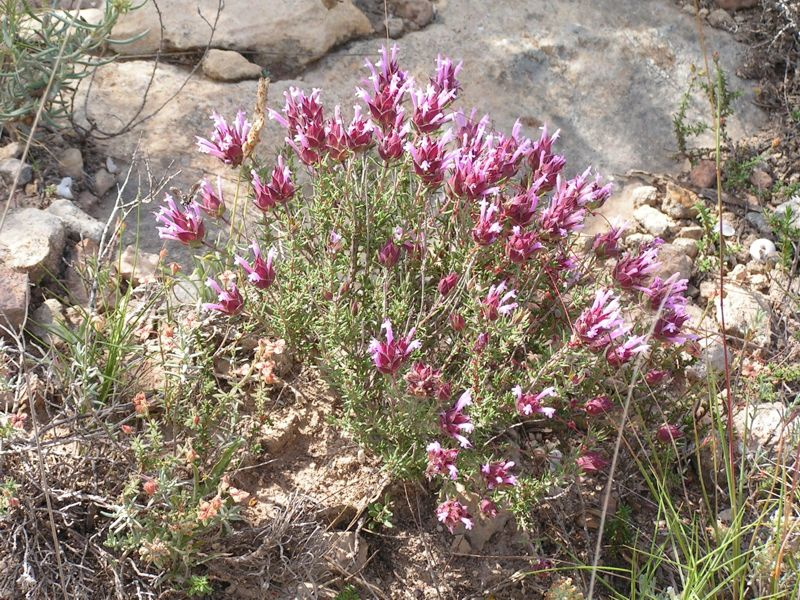
Planta del cantueso

El cantueso es un licor elaborado en la provincia de Alicante, España. Especialmente en la Ciudad de Elche, en los últimos tiempos debido a los cambios de crecimiento de este sector. Inicialmente, proviene de un pequeño pueblo de poco más de 12.000 habitantes, denominado Monóvar (Alicante) el cual empezó su elaboración a mediados del 1800, aunque anteriormente se tomaba como infusión. Se obtiene por la destilación de la flor y el pedúnculo de la planta del cantueso y alcohol neutro. Su contenido en alcohol está comprendido entre el 25% y el 35% con un contenido en azúcar de 100 gramos el litro, lo que le proporciona un sabor dulzón característico y un color que va desde el transparente al parduzco.
Para su elaboración el licor debe permanecer un mínimo de dos meses en reposo pudiendo ser envejecido en barricas de madera durante un periodo de dos años como mínimo.
Su elaboración está regulada por la denominación de origen bebidas espirituosas de Alicante junto con la del anís paloma, el herbero y el café licor.